# Hami
För andra betydelser, se Hami (olika betydelser).
Hami, även känd som Qumul eller Kumul,  är en oas och en stad på häradsnivå i östra Xinjiang, Kina. Den är välkänd i hela Kina för sina söta meloner, Hamimelonerna.

## Geografi och klimat
Staden är belägen på södra sluttningen av Tianshan och vid norra kanten av Gobiöknen  759 m ö.h. Dess temperaturer är extrema, upp till 43 °C sommartid och ner till -32 °C vintertid.
Kumul har bördiga omgivningar och har genom sitt läge varit av stor vikt för handeln mellan Kina och Centralasien.

## Namn
Staden heter Qumul eller Qomul på uiguriska. De portugisiska jesuiterna Bento de Góis och Matteo Ricci nedtecknade år 1615 dess namn som "Camul". Ett av de äldsta belagda kinesiska namnen är Kūnmò 昆莫. I dokument från Handynastin kallades staden för Yīwú 伊吾 eller Yīwúlú 伊吾卢, under Tangdynastin kallades den Yīzhōu 伊州; under Yuandynastin transkriberades det mongoliska namnet för platsen, Qamil, till kinesiska som Hāmìlì 哈密力. Från Mingdynastin är Qumul känt som Hāmì 哈密 på kinesiska.

## Befolkning
År 2002 hade Qumul en befolkning på omkring 519 700, varav 68,4% Hankineser och 31,6% etniska minoriteter, framför allt uigurer, kazakher och hui.